# Wankeliella
Genre
Wankeliella est un genre de collemboles de la famille des Tullbergiidae.

## Liste des espèces
Selon Checklist of the Collembola of the World (version du 18 septembre 2019) :
- Wankeliella bescidica Smolis & Skarzynski, 2003
- Wankeliella intermedia Potapov & Stebaeva, 1997
- Wankeliella medialis Simón-Benito & Jordana, 1994
- Wankeliella mediochaeta Rusek, 1975
- Wankeliella peterseni Rusek, 1975
- Wankeliella pongei Rusek, 1978

## Étymologie
Ce genre est nommé en l'honneur de Heinrich Wankel.

## Publication originale
- Rusek, 1975 : Zwei neue Tullbergiinae-Gattungen (Apterygota: Collembola). Věstník Československé společnosti zoologické, vol. 39, no 3, p. 231-240.